# Земельный суд Вены по гражданским делам
Земельный суд Вены по гражданским делам (нем. Landesgericht für Zivilrechtssachen Wien (LGZ Wien)) — государственный региональный суд компетентной юрисдикции федеральной земли Вены. Суд расположен в городе Вена.
Адрес суда: 1011 Вена, Внутренний город, Шмерлингплац, 11, тел. +43 1 52152 0.
Географические координаты Земельного суда Вены по гражданским делам: 48°12′24″ с. ш. 16°21′27″ в. д.
Руководство суда (2016):
- Председатель земельного суда — Доктор Марлене Першинка;
- заместитель председателя суда — Доктор Петер Лихль;
- заместитель председателя суда — Магистр Хельфрид Хас;
- заместитель председателя суда — Доктор Беатрикс Энгельманн;
- администратор суда — Михаэль Зоммергрубер;
- заместитель администратора суда — Мануэль Шрайер.

## Полномочия суда
Земельный суд Вены по гражданским делам является судом региональной инстанции и  рассматривает гражданские дела, поступающие от двенадцати, существующих в настоящее время, районных судов Вены, находящихся в территориальной подсудности данного суда (Внутренний город Вена, Дёблинг, Донауштадт, Йозефштадт, Леопольдштадт, Лизинг, Майдлинг, Фаворитен, Флоридсдорф, Фюнфхаус, Хернальс и Хитцинг). Он также рассматривает гражданские правовые отношения (за редкими исключениями) с суммами спора более 15000 евро (С 2016 года планируется постепенное увеличение количественного порога до 25 000 евро). Кроме того, Земельный суд Вены по гражданским делам, рассматривает апелляции на постановления районных судов Вены, находящихся в территориальной подсудности данного суда (за исключением дел, подведомственных Венскому коммерческому суду), а также рассматривает дела по трудовому и социальному законодательству Австрии в Вене независимо от суммы спора. Ведение реестра всех компаний, созданных в Вене, находящихся в территориальной подсудности данного суда, также является прерогативой для Земельного суда Вены по гражданским делам.
Территориальная юрисдикция Земельного суда Вены по гражданским делам охватывает всю Вену, а с 1 января 2016 года и часть политического округа Вин-Умгебунг (бывший судебный округ Пуркерсдорф). Вышестоящим судом для него является Высший земельный суд Вены.
⇑

## Здание суда
Региональный Земельный суд Вены по гражданским делам размещается в здании на Шмерлингплац, 11, в цокольном и первом этажах Дворца правосудия. Вход в суд находится в комнате E101, сертификация (приём документов, в т. ч. апелляционных) в комнате E001. Судебные офисы с 1 по 5 расположены в цокольном этаже, а залы с 6 по 15 — на первом этаже.
⇑

## История
Предыстория
Революция 1848 года повлияла существенным образом на австрийскую юрисдикцию того времени, сформировав предпосылки, действующие и по сегодняшний день. Судоустройство, созданное в те времена, существенно не претерпело изменений до нашего времени. Было создано четыре уровня судов следующих типов: районные суды, земельные суды, высшие региональные (апелляционные) суды и Верховный суд. Эти четыре вида судебных инстанций  были дифференцированы по размеру иска или тяжести преступления, вплоть до апелляции принятых ими решений в вышестоящих судах. Верховный суд, как последняя инстанция, уже был в Вене и во времена империи и его функции с 1918 года до сегодняшнего дня (за исключением периода национал-социализма) оставались практически неизменными.
Следующий уровень, ниже Верховного суда, формируется высшими судами. В 1855 году их было во всей империи девятнадцать, а сегодня их осталось в Австрии только четыре, а именно — в Вене, Граце, Инсбруке и Линце. Они действуют в основном в качестве апелляционных судов. Далее следуют так называемые суды первой инстанции. Этот собирательный термин стал необходимым, поскольку, помимо районных судов, были ещё земельные, а также другие специальные районные суды: коммерческие, ювенильные и по вопросам социального и трудового права. Из всех этих судов, существовавших со времён монархии, естественно, уже значительное число не существует. В пределах современной Австрии их было первоначально семнадцать, а в настоящее время  — двадцать после того, как был распущен в 2003 г. Венский суд по делам молодежи.
Иерархия
В настоящее время в юрисдикции Высшего земельного суда Вены — Земельный суд Вены по гражданским делам, Земельный суд Вены по уголовным делам, Венский коммерческий суд, Венский суд по труду и социальным вопросам, Земельный суд Айзенштадта, Земельный суд Винер-Нойштадта, Земельный суд Корнойбурга, Земельный суд Кремс-ан-дер-Донау и Земельный суд Санкт-Пёльтена. Самый низкий уровень юрисдикции, в конечном счёте, формируется в районных судах. В Вене (в современных границах) было первоначально 9 районных судов. Это количество судов сохранялось довольно длительное время, пока не увеличилось до 12. Районные суды, подпадающие под юрисдикцию Земельного суда Вены по гражданским делам, в настоящее время располагаются в следующих судебных округах: Внутренний город Вена, Дёблинг, Донауштадт, Йозефштадт, Леопольдштадт, Лизинг, Майдлинг, Фаворитен, Флоридсдорф, Фюнфхаус, Хернальс и Хитцинг. За последние 160 лет помимо судебных слияний и модификации их размеров юрисдикция районных судов изменяется и из-за дифференциации пределов стоимости иска, переименований, что было естественно. Снова и снова на основании предложений или идей для реальной поддержки и изменений в содержании этой организации судебной системы. К примеру, речь шла о реорганизации трибуналов первой инстанции с распространением этой программы на районные суды. Эти суды должны были быть усилены и для того, чтобы отказаться от апелляционных судов. Но это реформирование было заблокировано. Вся система австрийского судоустройства поэтому с середины 19-го века в основном устоялась и осталась практически без изменений в вертикали власти и применяется до сих пор.
Формирование суда
⇑

## Доказательства и источники
- Австрийская информационная система Rechtsinformationssystem des Bundes (RIS)  (нем.)
- Исторические законы и нормативные акты ALEX Historische Rechts- und Gesetzestexte Online  (нем.)
- Географические справочники, 1903÷1908 GenWiki  (нем.)
- Географические справочники GenWiki  (нем.)
- Австрия GenWiki  (нем.)
- Региональный научно-исследовательский портал GenWiki  (нем.)

⇑

## Внешние ссылки
- Немецко-русский переводчик, Google
- Земельный суд Вены по гражданским делам на веб-сайте Министерства юстиции Австрии  (нем.)
- Географические координаты Земельного суда Вены по гражданским делам: 48°12′24″ с. ш. 16°21′27″ в. д.HGЯO

## Лицензия
- Лицензия: Namensnennung 3.0 Österreich (CC BY 3.0 AT)  (нем.)